# Boughezoul
Boughezoul est une commune de la wilaya de Médéa en Algérie.

## Étymologie
Le nom de Boughezoul provient du nom de la tribu berbère des Guezoula. Le présent vocable, composé de deux unités lexicales, «bou» et «guezoul», est transcrit différemment (Bouguezoul ; Boughezoul), en raison des spécificités phonétiques des langues en présence et de leurs évolutions, ainsi que de la tradition graphique établie, depuis le haut Moyen-Âge, et de ses conversions en caractères très distincts : arabe/latin et vice-versa. La survivance dans les usages oraux et écrits actuels des deux formes (Bouguezoul ; Boughezoul), s’explique certainement par la non-existence de sons dans chacun des systèmes phonétiques : l’arabe (littéraire) n’inclut pas la consonne «g» et le français ignore le «gh», ou «ghayn» de l’alphabet arabe.

## Géographie

### Localisation
La commune de Boughezoul est localisée au sud-ouest de la wilaya de Médéa à 35 km au sud de Ksar El Boukhari et 30 km au nord de Ain Oussara à environ 170 km au sud-ouest d'Alger et a 100 km au sud  de Médéa et à environ 141 km au nord-est  de Tiaret et à 150 km au sud-est Aïn Defla  et à 120 km a l'est de Tissemsilt et à 130 km au nord-ouest  de  Djelfa
| Oum El Djalil | Ksar El Boukhari             | Saneg                          |
| Sebt Aziz     | Boughezoul                   | Ain Oussara (Wilaya de Djelfa) |
| Chahbounia    | El Khemis (Wilaya de Djelfa) | Ain Oussara (Wilaya de Djelfa) |

### Relief, géologie, hydrographie
La commune de Boughezoul est située dans la région des hauts-plateaux à plus de 600 mètres d'altitude. Une grande partie de son territoire est occupée par le barrage qui porte son nom, inauguré le 30 novembre 1933 dans lequel se jette l'oued Nahr-Ouassel et qui se prolonge dans l'Oued Chlef.

### Transports

#### Voies de Communication
La RN1 (transsaharienne) la traverse du nord au sud.
L'Autoroute A1 relie la ville à Alger.

#### Transport Ferroviaire

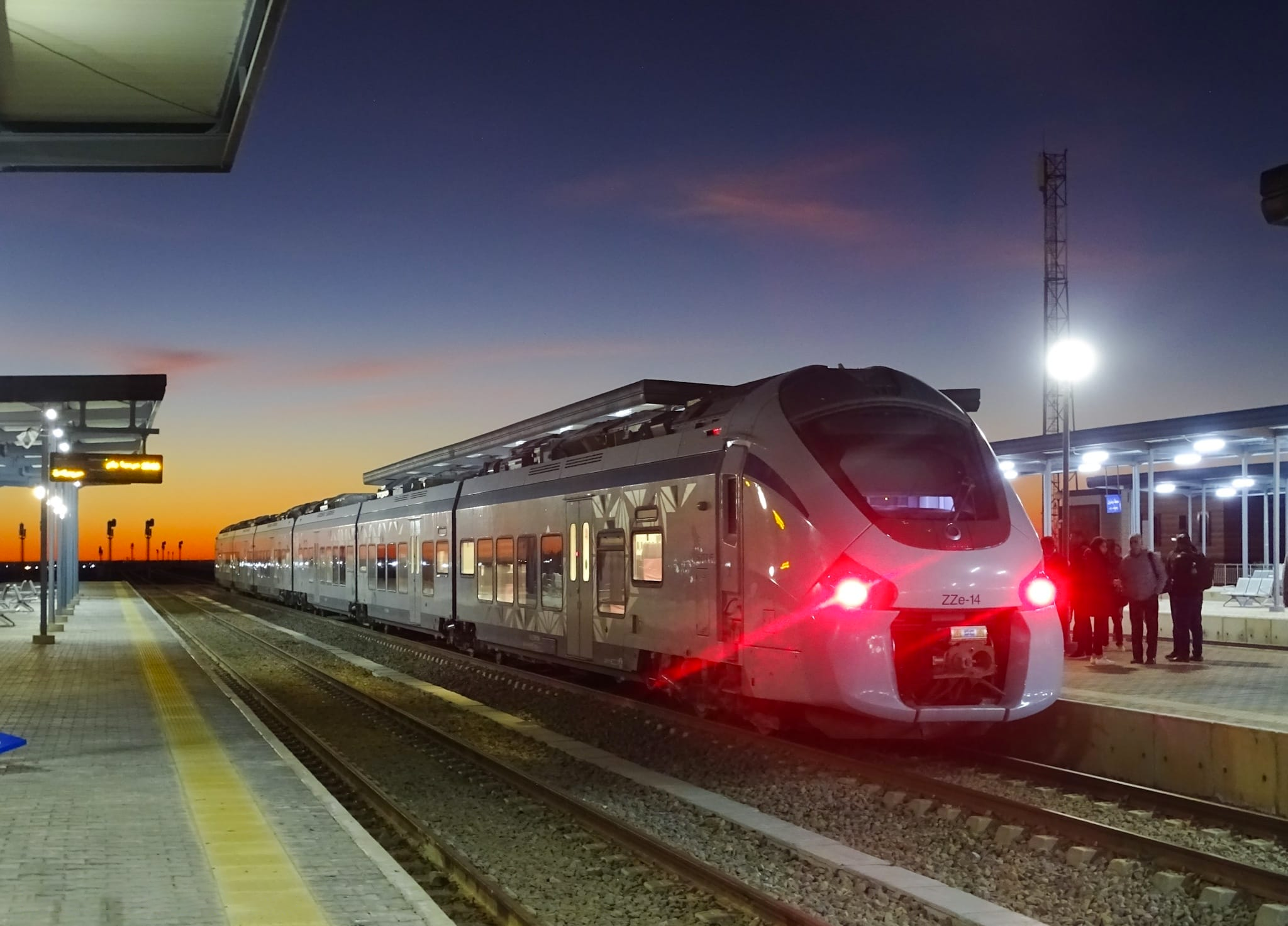
Gare de Boughezoul

La Gare de Boughezoul a été inaugurée en 2022. Elle est située dans le sud de la nouvelle ville, au plus proche de la ville actuelle. La gare située sur la ligne de Boughezoul à Laghouat relie Boughezoul à Laghouat, Tissemsilt ou encore Bordj Bou Arreridj.

### Villages, hameaux et lieux-dits
L'Agglomération chef-lieu est le village de Boughezoul. La commune compte une agglomération secondaire : Hassi Massaline.
Villages et hameaux : Soualah, Herakta, Khnagna, Laouassi, Nessirat, Ouled Kalem.

## Histoire

### Époque coloniale française
Le douar Boughezoul faisait partie de la commune-mixte de Boghari jusqu'en 1957 où il sera érigé en commune de plein exercice. 

### Époque de l'Algérie indépendante
En 1963, la commune est intégrée à celle de Chahbounia puis reprend son statut de commune lors du découpage administratif de 1984.
En 2004, il a été décidé de la création d'une ville nouvelle de 400 000 habitants; les travaux de réseaux et de voirie ont débuté en 2006. En juillet 2023, l'Algérie annonce faire appel à « l'expertise chinoise » pour contribuer à la réalisation de la ville.

## Démographie
| 1884  | 1892  | 1897  | 1902  | 1987  | 1998   | 2008   |
| ----- | ----- | ----- | ----- | ----- | ------ | ------ |
| 3 201 | 3 986 | 4 725 | 5 828 | 9 105 | 14 094 | 16 939 |

Population recensée en 1998 : Boughzoul, 4 138 hab.
Population recensée en 2008 : Boughzoul, 6 903 hab.